# البيضا (حماة)
البيضا قرية في منطقة مصياف التابعة لمحافظة حماة في سورية جنوب مدينة مصياف.
تبعد قرية البيضا حوالي 3 كم جنوب مصياف.